# Jean-Luc Luciani
Pour les articles homonymes, voir Luciani.
Jean-Luc Luciani (né le 19 avril 1960 à Marseille) est un écrivain pour la jeunesse.

## Biographie
Auteur de romans pour la jeunesse, dont la plupart se déroulent à Marseille.

## Œuvres

### Jeunesse
- Barjoland. Le Muscadier. Collection Rester vivant. (2019).
- Sables émouvants (nouvelles). Le Muscadier. Collection Rester vivant. (2018).
- Station Sous-Paradis. Le Muscadier. Collection Rester vivant. (2016).
- Brigade Sud : Menaces sur la ville. Éditions Rageot. Collection Heure Noire. (2014)
- Et à la fin, il n’en restera qu’un ! Éditions Rageot. Collection Thriller. (2013)
- Même pas cap. Oskar Éditions. Collection  romans jeunesse. (2013)
- Brigade Sud : Prise d’otage. Éditions Rageot. Collection Heure Noire. (2013)
- Sandro raide dingue. (Album) Éditions L’initiale. (2012)
- Fugue traversière. Oskar Éditions. Collection romans jeunesse. (2012)
- Le plus nul de tous les super-héros. Éditions Lire c’est partir. (2012)
- Brigade Sud : Clic mortel. Éditions Rageot. Collection Heure Noire. (2012)
- Bellevue-sur-mer. Éditions Flammarion. Collection Castor poche (2012)
- La fille qui rend fou. Éditions Rageot.Collection  Romans (2011)
- Une lentille égarée dans une boite de petit pois. Oskar Éditions. Collection romans jeunesse(2011)
- L’été en tente double. Éditions Rageot. Collection Romans (2011)Sélection prix des incorruptibles 2012-2013.
- Brigade sud : le tireur mystérieux. Éditions Rageot. Collection Heure Noire. (2011)
- Brigade sud : la chambre vide. Éditions Rageot. Collection Heure Noire. (2010)
- Ma place au soleil. Éditions Rageot. Collection Métis (2009).
- La dame qui dormait sur les bancs. Éditions SEDRAP. Collection Lecture en tête. (2009).
- Brigade Sud. Crime parfait ?. Éditions Rageot. Collection Heure Noire. (2009)
- Le retour de Papy Frioul. Éditions Rouge Safran. Collection Cannelle (2009).
- Brigade Sud. Le Train fantôme. Éditions Rageot. Collection Heure Noire. (2008)
- Brigade Sud. Le Jeu du tueur. Éditions Rageot. Collection Heure Noire. (2008).
- Célestin Radkler, le Maître des esprits. Éditions Gallimard. Collection Hors-Pistes. (2008).
- Brigade sud : La disparition, Édition Rageot Collection Heure noir (2007)
- Série Cap Soleil :
- La Ville qui rend foot.
- La Fille qui rend fou.
- L’Île qui rend fort.
- La Sœur qui rend jaloux. Éditions Rageot. Collection poche. (2007)
- Célestin Radkler, le Sortilège maudit.  Éditions Gallimard. Collection Hors-Pistes. (2007)
- Brigade Sud. La disparition. Éditions Rageot. Collection Heure Noire. (2007).
- Le Jour où j’ai raté le bus. (Livre + CD). Éditions Didier. Collection FLE . (2007).
- Célestin Radkler, Prince des illusions. Éditions Gallimard. Collection Hors-Pistes. (2006).
- Le Jeu. La Traque[1] Éditions Rageot. Collection Rageot-romans. (2006).
- Le Jeu. Game Over[2], Éditions Rageot. Collection Rageot-romans. (2006).
- Un bruit qui court. Éditions Rouge Safran. Collection Cannelle. (2006).
- Le Jour où j’ai raté le bus. Éditions Rageot. Collection Rageot-romans. (2006).
- Et pour quelques Kébabs de plus. Éditions Lito. Collection Moi j’aime les romans. (2005).
- Enquêtes et clarinette. Éditions Le Lutin Malin. (2005).
- L’Île qui rend fort. Éditions Rageot. Collection Cascade (2005).
- Deux  ailes dans le dos. Éditions Rageot. Collection Métis (2004).
- La Fille qui rend fou. Éditions Rageot. Collection Cascade (2004)
- Le Secret de Papy Frioul. Éditions Rouge Safran. Collection Cannelle (2003).
- Le Jour où j’ai raté le bus. Éditions Rageot. Collection Cascade (2003).
- Les Couscous, les Pastis et Moi. Éditions Rageot. Collection Cascade (2002).
- La Disparition du ferry-boat. Éditions du Bastberg. Collection Sarbacane (2002)
- Un rap pour Samira. Éditions Rageot. Collection Cascade (2002).
- Où Marseille rejoint le royaume de France. Éditions Rouge Safran. Collection Basilic (2001).
- La Ville qui rend foot. Éditions Rageot. Collection Cascade (2001).
- Les Dix Petits Maigres. Éditions du Bastberg. Collection Sarbacane (2000).
- Le Secret de Papy Frioul. Éditions Epigones. Collection Myriades (1998).

### Brigade sud
Le père d'Inès est chef de la brigade sud de Marseille. Avec des parents divorcés, Inès rend visite à son père lors de ses vacances, ce qui va l'entraîner dans de nombreuses enquêtes.

### Adulte
- Et mon cœur dévasté ne te veut que du bien. Editions LBS. (2018)
- La troisième loi Newton. Editions Acunitum. (2016).
- Un léger bruit dans le moteur. Éditions L’écailler. Collection le petit écailler. (2012)
- La tyrannie des mouches. Éditions Mutine. (2011)
- Les Fables marseillaises. Éditions CLC. (2006).
- Puzzle noir. Éditions CLC. Collection Rouge et noir. (2005).
- Un léger bruit dans le moteur. Éditions L’écailler du Sud. (2004).

### Bande-dessinée
- Un léger bruit dans le moteur[3], adaptation de Gaët's, dessins de Jonathan Munoz, Éditions Physolis (2012). Prix SNCF du polar 2013 catégorie bande dessinée[4]. Réédition en 2017 aux Editions Petit à Petit[5].